# Dewoitine D.620
Il Dewoitine D.620 era un aereo da trasporto passeggeri di linea trimotore ad ala bassa sviluppato dall'azienda francese SAF (Avions Dewoitine) negli anni trenta del XX secolo e rimasto allo stadio di prototipo.

## Storia del progetto
L'incidente al prototipo del Dewoitine D.332 Émeraude, avvenuto il 15 gennaio 1934, portò all'annullamento di una commessa relativa a cinque esemplari del derivato di serie D.334 destinati all'Air France e il Ministero dell'aviazione francese emise un nuovo programma denominato trimoteurs rapides de 30 places. Due furono i progetti presentati, il Dewoitine D.620 e il Bloch MB 300.

## Descrizione tecnica
Il Dewoitine D.620 era un monoplano trimotore da trasporto civile di costruzione interamente metallica. Le superfici di controllo erano rivestite in tela. L'ala era dotata di un unico longherone, aveva un notevole allungamento e disponeva di ipersostentatori. All'interno della fusoliera trovavano comodamente posto fino a 30 passeggeri. I posti erano suddivisi tra una cabina anteriore che poteva ospitare 9 passeggeri, e una cabina posteriore con una capienza di 21 passeggeri. Le cabine avevano una larghezza di 2,2 metri e un'altezza di 1,9 metri, ed erano dotate di uscite di emergenza. Le stive con una capacità di 3 m³ erano riservate al trasporto di merci e posta. Nella parte posteriore della fusoliera vi erano un bar e una toilette. L'equipaggio comprendeva due piloti, un operatore radio e uno steward. L'aereo era alimentato da tre motori Gnome-Rhône 14Kdrs a 14 cilindri a doppia stella, raffreddati ad aria, eroganti la potenza di 740 CV a 0 m e dotati di turbocompressore. Essi azionavano eliche tripala a passo fisso del diametro di 3,20 m. Le ali erano dotate di serbatoi di carburante che potevano contenere fino a 2 592 litri di benzina avio, suddivisi in quattro serbatoi. Il carrello di atterraggio aveva le ruote principali retrattili all'interno delle gondole motori. Nella parte posteriore dell'aereo, un ruotino di coda fisso forniva il controllo direzionale durante le manovre a terra.

## Impiego operativo
In risposta ad un ordine emesso dal Ministero dell'Aeronautica in data 31 agosto 1934,fu rapidamente costruito e messo in produzione un prototipo. Dopo aver lasciato la fabbrica nell'autunno del 1935, esso effettuò il suo primo volo il 22 ottobre 1936 sotto il comando del pilota Jean Doumerc. I primi voli rivelarono seri problemi di stabilità, che portarono al ritorno in fabbrica per le opportune modifiche. Nonostante i molteplici tentativi, i problemi di stabilità persistettero. La compagnia SAF (Société Aéronautique Française) decise quindi di interrompere il programma. Inoltre, dato che il Dewoitine D.338 soddisfaceva appieno la compagnia aerea, Air France decise di utilizzarlo come aereo da trasporto per 22 passeggeri, annullando così lo sviluppo del D.620. Il progetto D.620 fu abbandonato e la sua ala parzialmente riutilizzata nel programma D.342. Il destino del prototipo del D.620 è sconosciuto, ma molto probabilmente fu smontato in fabbrica per i pezzi di ricambio.

## Utilizzatori

### Civili
Francia
- Air France

### Annotazioni
1. ↑  Invece dei finestrini circolari del D.338, il D.620 aveva finestrini rettangolari.

### Fonti
1. 1 2 3  L'Aérophile n.2, février 1936, p. 27.
2. ↑  Dassault Aviation.
3. 1 2 3 4 5 6 7 8 9 10 11 12 13 14  Airwar.